# SJ Dm3
De Dm 3 is een driedelige elektrische locomotief bestemd voor het goederenvervoer van de Statens Järnvägar (SJ). Deze locomotieven worden sinds 1990 door de Malmtrafikk (MTAB) / (MTAS) gebruikt voor het vervoer van ijzererts.

## Geschiedenis
De locomotieven werden ontwikkeld en gebouwd door Nydqvist & Holm AB (NOHAB), gebouwd door Motala Verksta AB (MV), gebouwd door Vagn Maskinfabriken Falun (VM) en de elektrische installatie gebouwd door Allmänna Svenska Elektriska Aktiebolaget (ASEA). Op 7 december 2010 werd bekend dat het onderhoud voortaan door EuroMaint Rail wordt uitgevoerd.

## Constructie en techniek
De locomotief is opgebouwd uit een stalen frame. De aandrijving vindt plaats met stangen tussen de elektrische motor en de wielen. De locomotief heeft een stuurstand. Deze locomotief kan alleen functioneren met een andere locomotief met stuurstand in de andere richting. De tussenlocomotief heeft geen stuurstand. Een deel van de locomotieven zijn voorzien van koppelingen van het type SA3 (de) .

### Nummers
De locomotieven van de SJ werden in 2003 verkocht aan de Malmtrafikk (MTAB) / (MTAS) en zij als volgt genummerd:
| Lijst van de Dm3        |           | |
| Nummers & samenstelling | Naam      | Opmerkingen |
| eerste serie            |           | |
| 974-983-975             | Malte     | oorspronkelijk als 2 delig Dm 974-975 geleverd, na het ongeval van de 1217-1238-1218 werd deze locomotief in 1992 verstekt met tussenlocomotief 983. Na het verlopen van de toelating werd deze locomotief in 2002 terzijde gesteld en gesloopt. |
| 976-977-978             | Bruno     | niet gemoderniseerd, sinds 2004 als museum locomotief |
| 979-980-981             | -         | wegens slechte staat in 1993 terzijde gesteld en gesloopt. |
| 982-983-984             | -         | wegens slechte staat in 1996 terzijde gesteld, locomotief 983 werd in 1999 gebruikt als tussenlocomotief in de 974 en 975. De locomotieven 974 en 975 werden nog drie jaar gebruikt.                                                             |
| tweede serie            |           | |
| 1201-1231-1202          | Kunigunda | gemoderniseerd (opname in ifobox) |
| 1203-1233-1204          | -         | sinds 1988 als onderdelen leverancier terzijde gesteld en in 1999 gesloopt. |
| 1205-1235-1206          | Sigrid    | gemoderniseerd |
| 1207-1232-1208          | Sofia     | gemoderniseerd |
| 1209-1234-1210          | Viktor    | gemoderniseerd |
| 1211-1236-1212          | Konsuln   | gemoderniseerd |
| 1213-1237-1214          | Johan     | gemoderniseerd, sinds september 2004 terzijde gesteld |
| 1215-1245-1216          | Josefina  | gemoderniseerd |
| 1217-1238-1218          | Hermelin  | gemoderniseerd |
| 1219-1239-1220          | Dennewitz | gemoderniseerd |
| 1221-1240-1222          | -         | na een ongeval op 19 maart 1993 in Katterat werd deze locomotief ter plaatse gesloopt. In november 1993 werd deze locomotief uit het bestand van SJ geschrapt.                                                                                   |
| 1223-1241-1224          | Baron     | gemoderniseerd |
| 1225-1242-1226          | Alliansen | gemoderniseerd |
| 1227-1243-1228          | Kapten    | gemoderniseerd |
| 1229-1244-1230          | Rektorn   | gemoderniseerd |
| 1246-1247-1248          | Oscar     | gemoderniseerd |

## Treindiensten
De locomotieven werden tot 2003 door de Statens Järnvägar (SJ) ingezet voor het goederenvervoer. De locomotieven worden / werden sinds 2003 door de Malmtrafikk (MTAB) / (MTAS) ingezet voor het vervoer van ijzererts (Engels: iron ore) van Kiruna en Gällivare/Malmberget over de spoorlijn naar de havens in Narvik in Noorwegen en Luleå en de hoogoven in Luleå.
Op 7 december 2010 werd bekend dat de locomotieven uitsluitend nog op het traject tussen Malmberget en Luleå worden ingezet omdat deze lijn minder steil is en de treingewichten waren gegroeid na de instroom van de modernere IORE locomotieven en zwaardere wagons.